# Voerde (Ennepetal)
Voerde war bis 1949 eine selbstständige Landgemeinde. Die Ortsteile Voerde und Altenvoerde der Stadt Ennepetal im Ennepe-Ruhr-Kreis (Nordrhein-Westfalen) umfassen heute das ehemalige Gemeindegebiet. 

## Lage und Beschreibung
Voerde liegt im Osten von Ennepetal zwischen den Tälern der Ennepe und des Hasper Bachs. Die ehemalige Gemeinde Voerde wurde nach dem gleichnamigen Höhendorf Voerde benannt. Die Zahl der Einwohner betrug im Mai 2020 7528.

## Geschichte
Der Ursprung Voerdes lag in dem mittelalterlichen Kirchspiel Voerde im Gericht Schwelm des märkischen Amts Wetter. Nach der Eroberung durch Napoleon Bonaparte wurde die Grafschaft Mark von dessen Schwager Joachim Murat am 24. April 1806 zusammen mit dem bereits zuvor annektierten linksrheinischen Herzogtum Kleve, dem rechtsrheinischen Herzogtum Berg, den Grafschaften Dortmund und Limburg sowie dem südlichen Teil des Fürstentums Münster und weiteren Territorien zum Großherzogtum Berg vereint.
Bald nach der Übernahme begann die französische Verwaltung im Großherzogtum neue und moderne Verwaltungsstrukturen nach französischem Vorbild einzuführen. Bis zum 3. August 1806 ersetzte und vereinheitlichte diese Kommunalreform die alten märkischen Ämter und Herrschaften. Sie sah die Schaffung von Départements, Arrondissements, Kantone und Munizipalitäten (ab Ende 1808 Mairies genannt) vor und brach mit den alten Adelsvorrechten in der Kommunalverwaltung. Am 14. November 1808 war dieser Prozess nach einer Neuordnung der ersten Strukturierung von 1806 abgeschlossen, die alten Bauerschaften blieben dabei häufig erhalten und wurden als Landgemeinden den jeweiligen Mairies oder Kantonen zugeordnet. Das Kirchspiel Voerde wurde hierbei als Landgemeinde der Mairie Ennepe im Kanton Schwelm des Arrondissement Hagen zugeordnet.
1813 zogen die Franzosen nach der Niederlage in der Völkerschlacht bei Leipzig aus dem Großherzogtum ab und es fiel ab Ende 1813 unter die provisorische Verwaltung durch Preußen im sogenannten Generalgouvernement zwischen Weser und Rhein, die es 1815 durch die Beschlüsse des Wiener Kongreß endgültig zugesprochen bekamen. Mit Bildung der preußischen Provinz Westfalen 1815 wurden die vorhandenen Verwaltungsstrukturen im Großen und Ganzen zunächst beibehalten und unter Beibehaltung der französischen Grenzziehungen in preußische Landkreise, Bürgermeistereien und Gemeinden umgewandelt. Voerde wurde nun zu einer Landgemeinde in der Bürgermeisterei Enneperstraße des Landkreises Hagen.
1839 war Voerde in die drei Schulbezirke Voerde (Hauptort), Kotthausen (südöstlicher Teil um das Haspetal) und Brinke (westlicher Teil um das Ennepetal) aufgeteilt. Zu den Orten und Wohnplätze Voerdes zählten zu dieser Zeit (originale Schreibweise):
- Schulbezirk Voerde: Voerde, Ahlberge, Kettelbach, Sinnerhoppe, Altenhause, Becke, Buntenbecke, Schürenplatze, Schüren, Trepken, Verneis, Sost, Mauermannshausen, Obergünne, Kochshause, Hagen, Höfinghoff, Braband, Heide, Hedtwinkel, Obervoßwinkel, Untervoßwinkel, Nocken, Hinnenberg, Reppe, Brabandstall, Dahl, Lohennocken, Finkenberge, Lohe, Essen, Quabecke, Bösebecke, Störing, Hellweg, Röteldieck, Quimel, Aske, Beuke, Erlen, Vockenhagen und Plessen.
- Schulbezirk Kotthausen: Osterholz, Liethe, Steherberg, Hasperhammer, Oberkotthausen, Bülbring, Hoppe, Kaiser, Braken, Kotthauserheide, Dahlenbecke, Kotthausen, Kerckenberge, Strünkelnberg, Löken, Kohlstadt, Höhe, Rhade, Neuenhause, Behling, Rehberge, Bilstein, Zurhöhe und Herkenberge
- Schulbezirk Brinke: Heufgen, Brinke, Altenloh, Altenvoerde, Hütte, Kahrwege, Ebbinghausen, Kehr, Kuhhaus, Gerodden, Ischebecke, Meininghausen, Obersteberg, Nielande und Bleiche

1818 lebten zusammen 1631 Einwohner in der Gemeinde Voerde. Laut der Ortschafts- und Entfernungs-Tabelle des Regierungs-Bezirks Arnsberg besaß die Gemeinde 1838 eine Einwohnerzahl von gesamt 3562, die sich in 155 katholische und 3407 evangelische Gemeindemitglieder aufteilte. Die Wohnplätze der Bürgermeisterei umfassten zusammen eine Kirche, sechs Schulen und öffentliche Gebäude, 333 Wohnhäuser, 94 Fabriken und Mühlen und 148 landwirtschaftliche Gebäude.

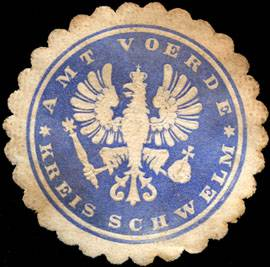
Siegelmarke Amt Voerde

Mit Inkrafttreten der preußischen Landgemeindeordnung für die Provinz Westfalen wurde 1843 die übergeordnete Bürgermeisterei Enneperstraße in das Amt Enneperstraße umgewandelt, zu dem Voerde als Landgemeinde gehörte. Voerde schied am 1. Oktober 1868 aus dem Amt aus Enneperstraße aus und bildete seitdem ein eigenes Amt Voerde.
Am 1. April 1887 wurde der Kreis Schwelm aus dem westlichen Teil des Landkreises Hagen neu gegründet. Das Amt Voerde wurde dem neuen Kreis zugeordnet.
Das Gemeindelexikon für die Provinz Westfalen von 1887 gibt für die Gemeinde Voerde eine Einwohnerzahl von 5367 an (5134 evangelischen, 189 katholischen, 35 sonst wie christlichen und neun jüdischen Glaubens), die in 112 Wohnplätzen mit zusammen 510 Wohnhäuser und 1029 Haushaltungen lebten. Die Fläche der Gemeinde (1311 ha) unterteilte sich in 433 ha Ackerland, 93 ha Wiesen und 693 ha Wald.
Zusätzlich zu den oben genannten werde folgende Wohnplätze aufgeführt: Hasperbach, Oberbauer, Behlingshammer, Flüshöhe, Heetwinkel, Jellinghausen, Kohlstadtshammer, Zum Wege, Am Kirschbaum, Am Sommer, Am Werde, An der Wacht, Bleichhütte, Breitenfeld, Brinkerfeld, Brinker Schule, Brücke, Grünewald, Hacken, Herkenegge, Haspetal, Herzbruchshaus, Hinter Jellinghausen, Hölzchen, Im Brink, Im Siepen, Jägerhaus, Kämpchen, Kämpershaus, Kalkstück, Lindenkamp, Neuenloh, Ober Ebbinghausen, Postwagen, Störringer Feld, Uebingshaus, Wiemerhoff und Windecke. In der Ausgabe für 1895 kamen Bösebeckersiepen, Lumpenhaus, Timmerbeil, Altenkettler, Bismecke, Küperei, Dahlenbecke und Hämmerchen hinzu. In der Ausgabe für 1905 werden erstmals Puddelhammer, Von der Mühle und Talsperre genannt.
Am 1. August 1929 wurden der Kreis Schwelm aufgelöst und der Ennepe-Ruhr-Kreis gegründet. Amt und Gemeinde Voerde kamen zu dem neuen Kreis. Wie alle preußischen Einzelgemeindeämter wurde das Amt Voerde am 1. November 1934 aufgehoben. Die nunmehr amtsfreie Gemeinde Voerde wurde am 1. Juni 1937 mit der Gemeinde Milspe zu einem neuen Amt Milspe-Voerde verbunden, das wiederum am 1. April 1949 in die neue Stadt Ennepetal umgewandelt wurde.

## Söhne und Töchter
- Emilie Kiep-Altenloh (1888–1985), Soziologin und liberale Politikerin
- Carl Friedrich Rudloff (1899–1962), Biologe und Obstbauwissenschaftler
- Alfred Ritz (1914–1982), Brigadegeneral
- Ewald Rettberg (1918–1996), SPD-Politiker, Bürgermeister von Ennepetal
- Ernst Lothar (1923–1982), Schauspieler, Theaterregisseur und Hörspielsprecher